# قائمة آثار محافظة مادبا

محافظة مادبا.

تتناول هذه القائمة المواقع الأثرية المسجَّلة رسمياً لدى دائرة الآثار العامة التابعة لوزارة السياحة والآثار في محافظة مادبا شمال الأردن.

## القائمة
| الرقم | الاسم   | الوصف                   | الموقع | الإحداثيات | الصورة                                |
| ----- | ------- | ----------------------- | ------ | ---------- | ------------------------------------- |
| MD-01 | جبل نبو | العصر البرونزي-البيزنطي |        |            | العصر البرونزي-البيزنطي · Upload file |
| MD-02 | مكاور   | العصر الروماني-البيزنطي |        |            | العصر الروماني-البيزنطي · Upload file |
| MD-03 | ماعين   | العصر المؤابي-البيزنطي  |        |            | صورة                                  |
| MD-04 | المخيط  | العصر البيزنطي          |        |            | العصر البيزنطي · Upload file          |
| MD-05 | اللاهون | العصر البرونزي-العثماني |        |            | صورة                                  |
| MD-06 | ذيبان   | العصر النبطي-المملوكي   |        |            | العصر النبطي-المملوكي · Upload file   |